# Callulina
Callulina – rodzaj płazów bezogonowych z rodziny Brevicipitidae.

## Zasięg występowania
Rodzaj obejmuje gatunki występujące w górach Eastern Arc w Tanzanii i w pobliżu Kenii; w 2008 roku Menegon i współpracownicy zgłosili cztery nieopisane gatunki z gór Nguru we wschodniej Tanzanii.

## Systematyka

### Etymologia
Callulina: zdrobnienie nazwy rodzaju Callula Günther, 1864.

### Podział systematyczny
Do rodzaju należą następujące gatunki:
- Callulina dawida Loader, Measey, de Sá & Malonza, 2009
- Callulina hanseni Loader, Gower, Müller & Menegon, 2010
- Callulina kanga Loader, Gower, Müller & Menegon, 2010
- Callulina kisiwamsitu de Sá, Loader & Channing, 2004
- Callulina kreffti Nieden, 1911
- Callulina laphami Loader, Gower, Ngalason & Menegon, 2010
- Callulina meteora Menegon, Gower & Loader, 2011
- Callulina shengena Loader, Gower, Ngalason & Menegon, 2010
- Callulina stanleyi Loader, Gower, Ngalason & Menegon, 2010